# バストイ刑務所
バストイ刑務所（Bastøy Prison, ノルウェー語: Bastøy landsfengsel）は、ノルウェーオスロ南方75kmに位置するバストイ島（Bastøy Island）の刑務所施設。

## 概要
- 被収容者数：115人[1]
- 職員数：69人
- 被収容者は木造住居に住み、農作業を行う[2]
- 自由時間の活動：乗馬、釣り、テニス、クロスカントリー・スキー[1][3]
- 出所者の再犯率：30%

## 年表
- 1900-1970年10月1日、バストイ矯正学校（Bastøy skolehjem）として運営
- 1984年、オスロ刑務所（Oslo fengsel）の支部として開所
- 1988年、独立した刑務所として運営開始

## 参照
- バストイ刑務所を扱う議論
  - 『シッコ』2007年、マイケル・ムーア
  - 『バストイ（Bastoy）』2010年、Michel Kapteijns Bastoy the Movie

- バストイ矯正学校を扱う作品
  - 『孤島の王』2010年、マリウス・ホルスト（英語版）